# La Moncelle
La Moncelle est une ancienne commune française, située dans le département des Ardennes en région Grand Est. Le 1er janvier 2024, elle est absorbée par la commune de Bazeilles.

## Géographie

### Description
La Moncelle est un village ardennais perché sur une colline surplombant le lit de la Givonne, jouxtant Bazeilles et situé à 4 km de Sedan, à 10 km au sud de la frontière franco-belge et à 86 km au sud de Namur, à 836 km à l'ouest de Luxembourg
La Moncelle est desservi par l'ancienne route nationale 43.

### Communes limitrophes
|           | Daigny      |           |
| Bazeilles | La Moncelle | Bazeilles |
| Bazeilles | Bazeilles   | Bazeilles |

.

### Hydrographie
Le territoire de la commune est limité à l'ouest par la  Givonne et ses zones humides et étangs. La Givonne est un affluent du fleuve la Meuse.
Une source surgit sur la  colline où se trouve le village.

## Urbanisme

### Typologie
La Moncelle est une commune rurale,. Elle fait en effet partie des communes peu ou très peu denses, au sens de la grille communale de densité de l'Insee,.
Par ailleurs la commune fait partie de l'aire d'attraction de Sedan, dont elle est une commune de la couronne. Cette aire, qui regroupe 32 communes, est catégorisée dans les aires de moins de 50 000 habitants,.

### Occupation des sols
L'occupation des sols de la commune, telle qu'elle ressort de la base de données européenne d’occupation biophysique des sols Corine Land Cover (CLC), est marquée par l'importance des territoires agricoles (71,8 % en 2018), néanmoins en diminution par rapport à 1990 (73,6 %). La répartition détaillée en 2018 est la suivante : 
prairies (49,8 %), forêts (28,2 %), zones agricoles hétérogènes (21,9 %), terres arables (0,1 %). L'évolution de l’occupation des sols de la commune et de ses infrastructures peut être observée sur les différentes représentations cartographiques du territoire : la carte de Cassini (XVIIIe siècle), la carte d'état-major (1820-1866) et les cartes ou photos aériennes de l'IGN pour la période actuelle (1950 à aujourd'hui).

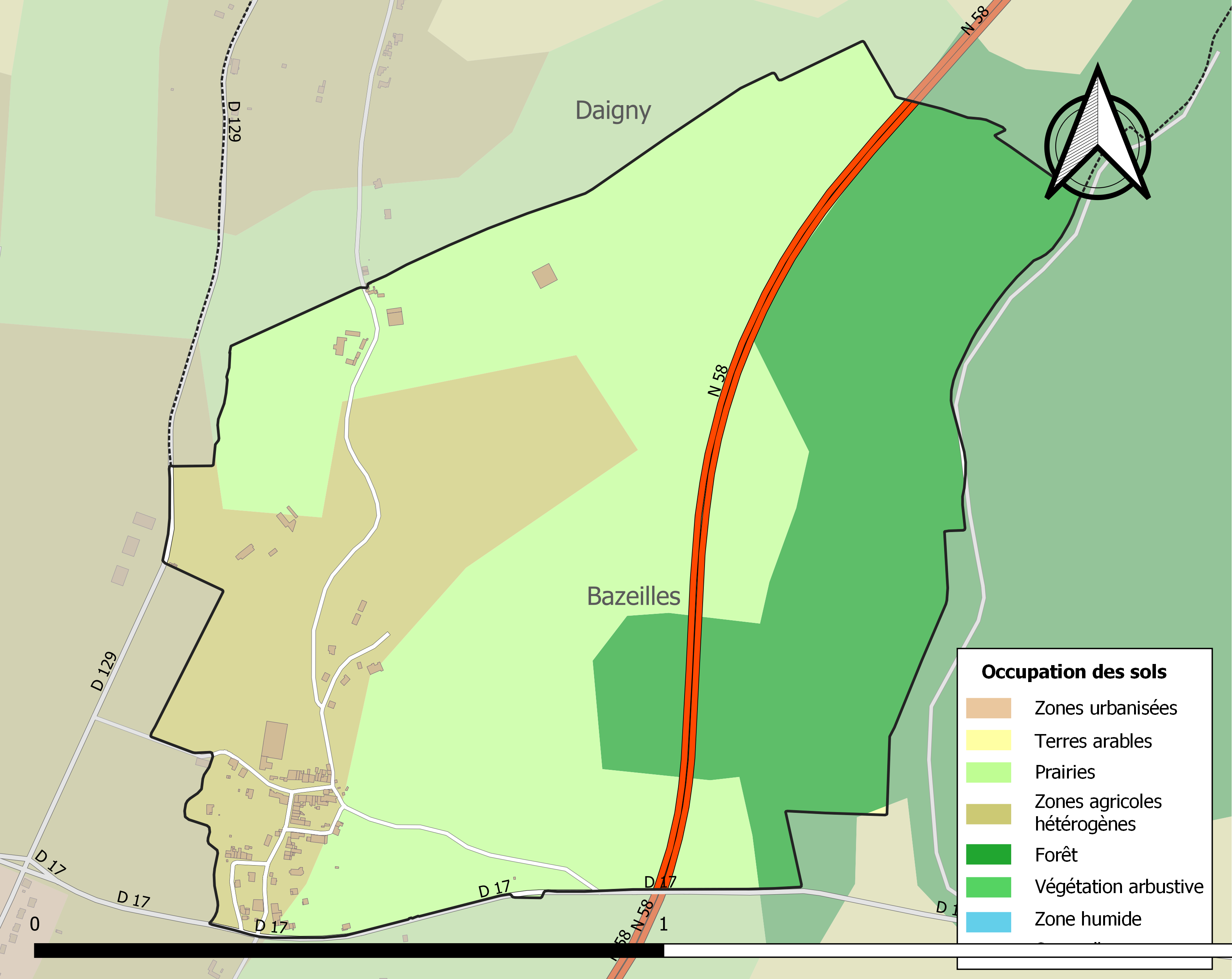
Carte des infrastructures et de l'occupation des sols de la commune en 2018 (CLC).

### Habitat et logement
En 2019, le nombre total de logements dans la commune était de 72, alors qu'il était de 65 en 2014 et de 68 en 2009.
Parmi ces logements, 86,6 % étaient des résidences principales, 1,2 % des résidences secondaires et 12,2 % des logements vacants. Ces logements étaient pour 84,8 % d'entre eux des maisons individuelles et pour 15,2 % des appartements.
Le tableau ci-dessous présente la typologie des logements à la La Moncelle en 2019 en comparaison avec celle des Ardennes et de la France entière. Une caractéristique marquante du parc de logements est ainsi une proportion de résidences secondaires et logements occasionnels (1,2 %) inférieure à celle du département (3,5 %) mais supérieure à celle de la France entière (9,7 %). Concernant le statut d'occupation de ces logements, 67,2 % des habitants de la commune sont propriétaires de leur logement (75,4 % en 2014), contre 60,5 % pour les Ardennes et 57,5 pour la France entière.
| Typologie                                               | La Moncelle | Ardennes | France entière |
| ------------------------------------------------------- | ----------- | -------- | -------------- |
| Résidences principales (en %)                           | 86,6        | 84,8     | 82,1           |
| Résidences secondaires et logements occasionnels (en %) | 1,2         | 3,5      | 9,7            |
| Logements vacants (en %)                                | 12,2        | 11,7     | 8,2            |

## Histoire

### Moyen Âge
Au Moyen Âge, une maison forte est bâtie en ce lieu[réf. nécessaire].

### Temps modernes
Les familles princières de Sedan, les La Marck, puis les La Tour d'Auvergne en font leur résidence et leur pavillon de chasse.
De 1560 à 1642, La Moncelle fait en effet partie de la principauté de Sedan et sa population est majoritairement calviniste. Les familles princières de Sedan, les La Marck, puis les La Tour d'Auvergne font de la maison-forte une de leurs résidences et leur pavillon de chasse[réf. nécessaire].
En 1642, cette principauté est annexée au royaume de France et la maison forte de La Moncelle fait partie des lignes de défense aux frontières de ce royaume. La famille de Montagnac devient détentrice du fief de La Moncelle, avec haute, moyenne et basse justice, et le titre de comte. Le premier des Montagnac, seigneur en ce lieu, est Pierre Joseph de Montagnac, colonel général des milices de la souveraineté de Sedan,.

### Époque contemporaine

#### Guerre franco-prissienne de 1870
En 1870, pendant la bataille de Sedan, des combats se déroulent à La Moncelle et le village est rasé en représailles et la population massacrée
L'encerclement de l'armée de Mac Mahon se joue en partie en ce lieu,.

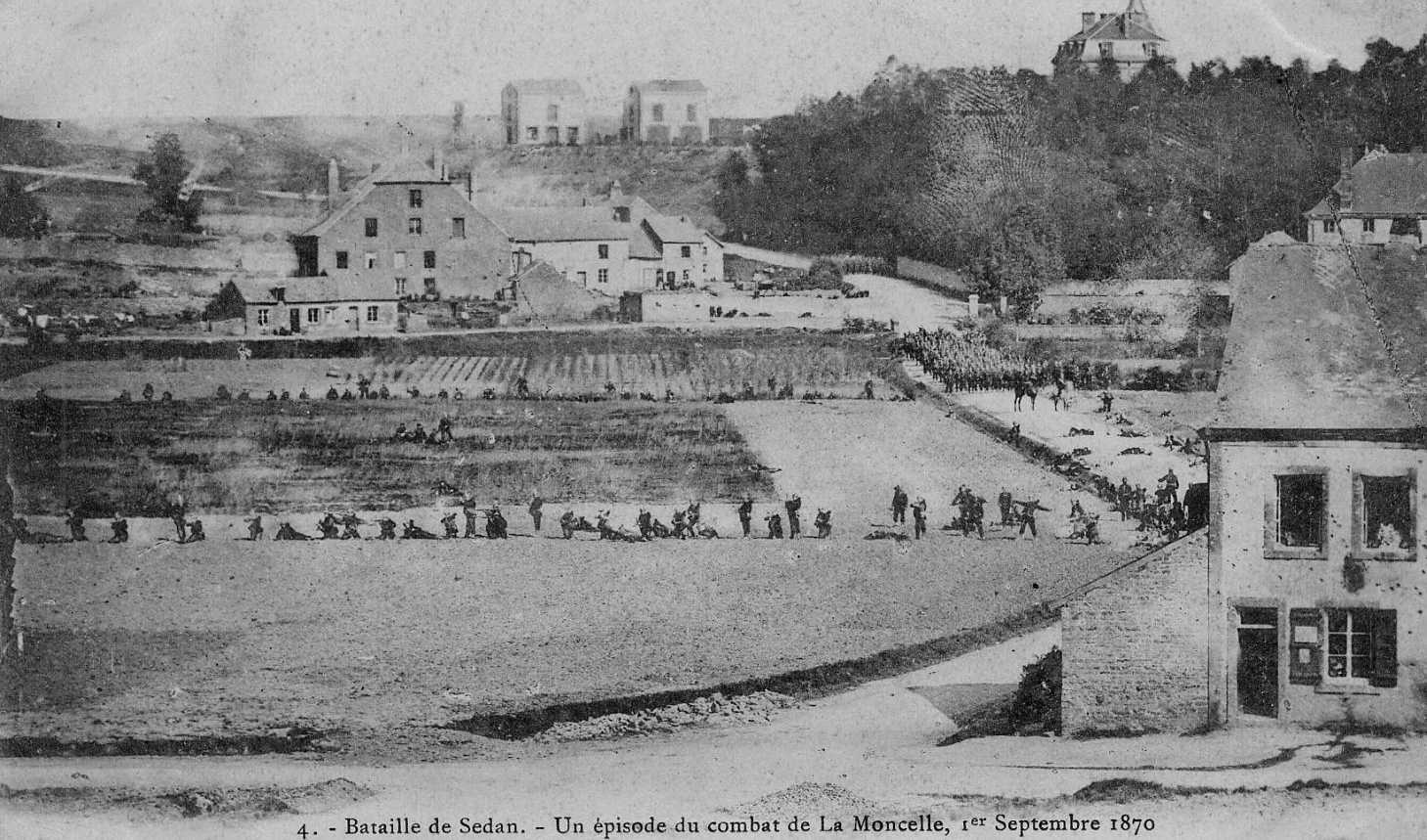
Un épisode du combat de La Moncelle lors de la bataille de Sedan le 1er septembre 1870.
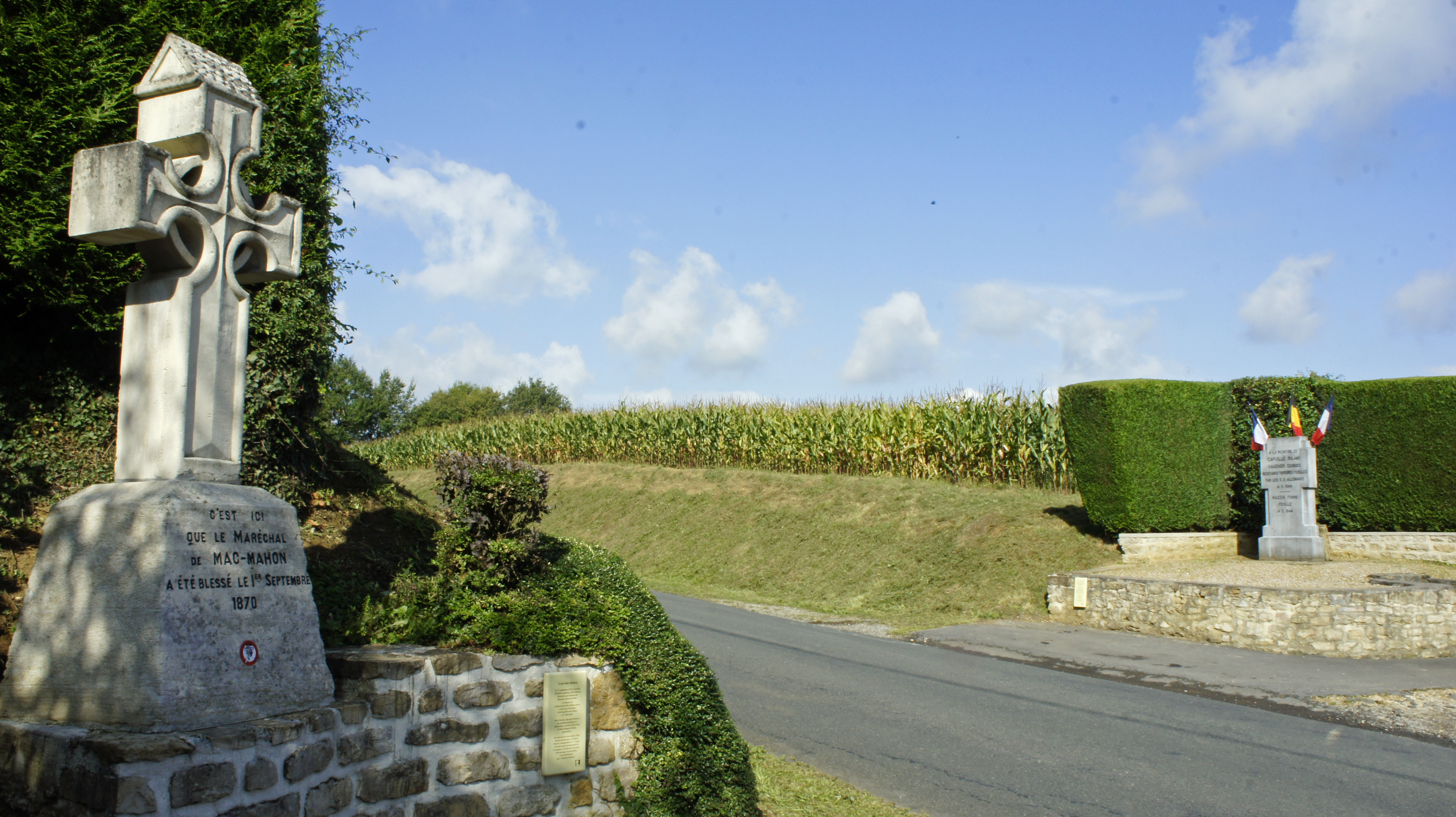
Croix de Mac Mahon et en arrière-plan celle de Fusillés de 1944.

#### Seconde Guerre mondiale
En 1944, des miliciens, se repliant avec les Allemands, assassinent trois habitants de La Moncelle.

#### Époque contemporaine
Le 1er janvier 2024, La Moncelle intègre la commune de Bazeilles par arrêté préfectoral du 14 septembre 2023 et en devient une commune déléguée.

## Politique et administration

### Rattachements administratifs et électoraux

#### Rattachements administratifs
La commune se trouve depuis 1942 dans l'arrondissement de Sedan du département des Ardennes.
Elle faisait partie depuis 1801 du canton de Sedan-Est. Dans le cadre du redécoupage cantonal de 2014 en France, cette circonscription administrative territoriale a disparu, et le canton n'est plus qu'une circonscription électorale.

#### Rattachements électoraux
Pour les élections départementales, la commune est membre depuis 2014 du  canton de Sedan-3.
Pour l'élection des députés, elle fait partie de la troisième circonscription des Ardennes.

### Intercommunalité
La Moncelle était membre de la communauté de communes du Pays sedanais, un établissement public de coopération intercommunale (EPCI) à fiscalité propre créé fin 2000  et auquel la commune avait transféré un certain nombre de ses compétences, dans les conditions déterminées par le code général des collectivités territoriales.
Cette intercommunalité a fusionné avec ses voisines pour former, le 1er janvier 2017, la communauté d'agglomération dénommée Ardenne Métropole dont est désormais membre la commune.

### Liste des maires
| Période                                  | Période                       | Identité               | Étiquette | Qualité |
| ---------------------------------------- | ----------------------------- | ---------------------- | --------- | ------- |
| Les données manquantes sont à compléter. |                               |                        |           |         |
| 1995                                     | 2001                          | Vincent Poirier        |           |         |
| mars 2001                                | mars 2008                     | Serge Habary           |           |         |
| mars 2008                                | mai 2020                      | Marie-Françoise Krantz |           |         |
| mai 2020                                 | En cours (au 2 décembre 2021) | Radouane Harrar        |           |         |

## Démographie
En 2021, la commune comptait 137 habitants, en évolution de −0,72 % par rapport à 2015 (Ardennes : −2,97 %, France hors Mayotte : +2,11 %).
| 1793 | 1800 | 1806 | 1821 | 1831 | 1836 | 1841 | 1846 | 1851 |
| ---- | ---- | ---- | ---- | ---- | ---- | ---- | ---- | ---- |
| 244  | 260  | 268  | 242  | 273  | 320  | 370  | 347  | 362  |

| 1866 | 1872 | 1876 | 1881 | 1886 | 1891 | 1896 | 1901 | 1906 |
| ---- | ---- | ---- | ---- | ---- | ---- | ---- | ---- | ---- |
| 361  | 377  | 382  | 367  | 327  | 288  | 264  | 219  | 228  |

| 1911 | 1921 | 1926 | 1931 | 1936 | 1946 | 1954 | 1962 | 1968 |
| ---- | ---- | ---- | ---- | ---- | ---- | ---- | ---- | ---- |
| 205  | 173  | 173  | 178  | 166  | 174  | 150  | 155  | 151  |

| 1975 | 1982 | 1990 | 1999 | 2005 | 2006 | 2010 | 2015 | 2020 |
| ---- | ---- | ---- | ---- | ---- | ---- | ---- | ---- | ---- |
| 138  | 119  | 130  | 127  | 133  | 132  | 135  | 138  | 132  |

| 2021 | - | - | - | - | - | - | - | - |
| ---- | - | - | - | - | - | - | - | - |
| 137  | - | - | - | - | - | - | - | - |

## Culture locale et patrimoine

### Lieux et monuments
On peut signaler : 
- Ancienne fabrique avec sa retenue d'eau et son pont,
- Église Notre-Dame de La Moncelle,
- la croix de Mahon,
- le lavoir fermé,
- le monument aux fusillés de 1944
- l'ossuaire des 300 morts du combat de 1870 au cimetière.

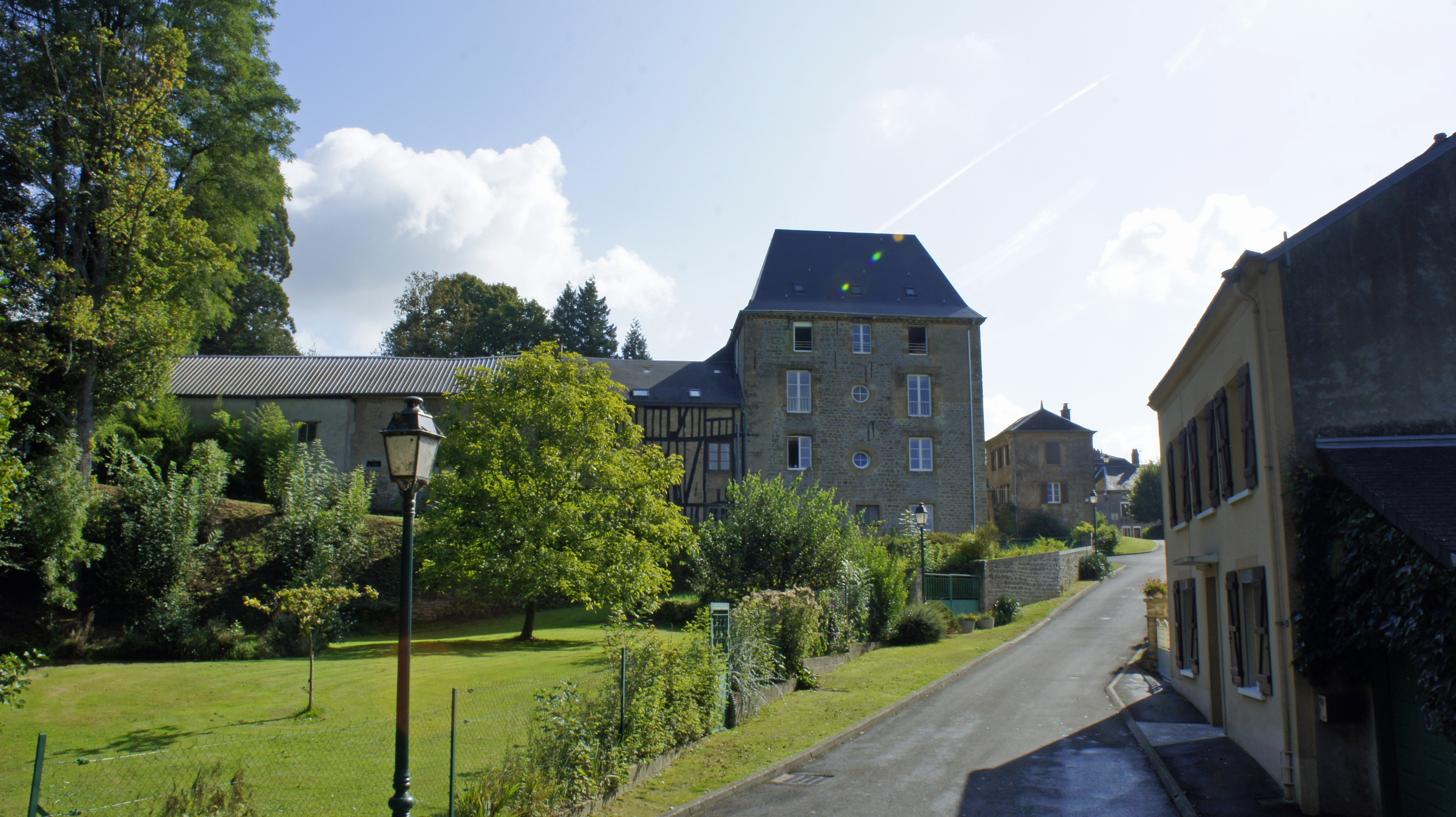
Le château, depuis le pont.
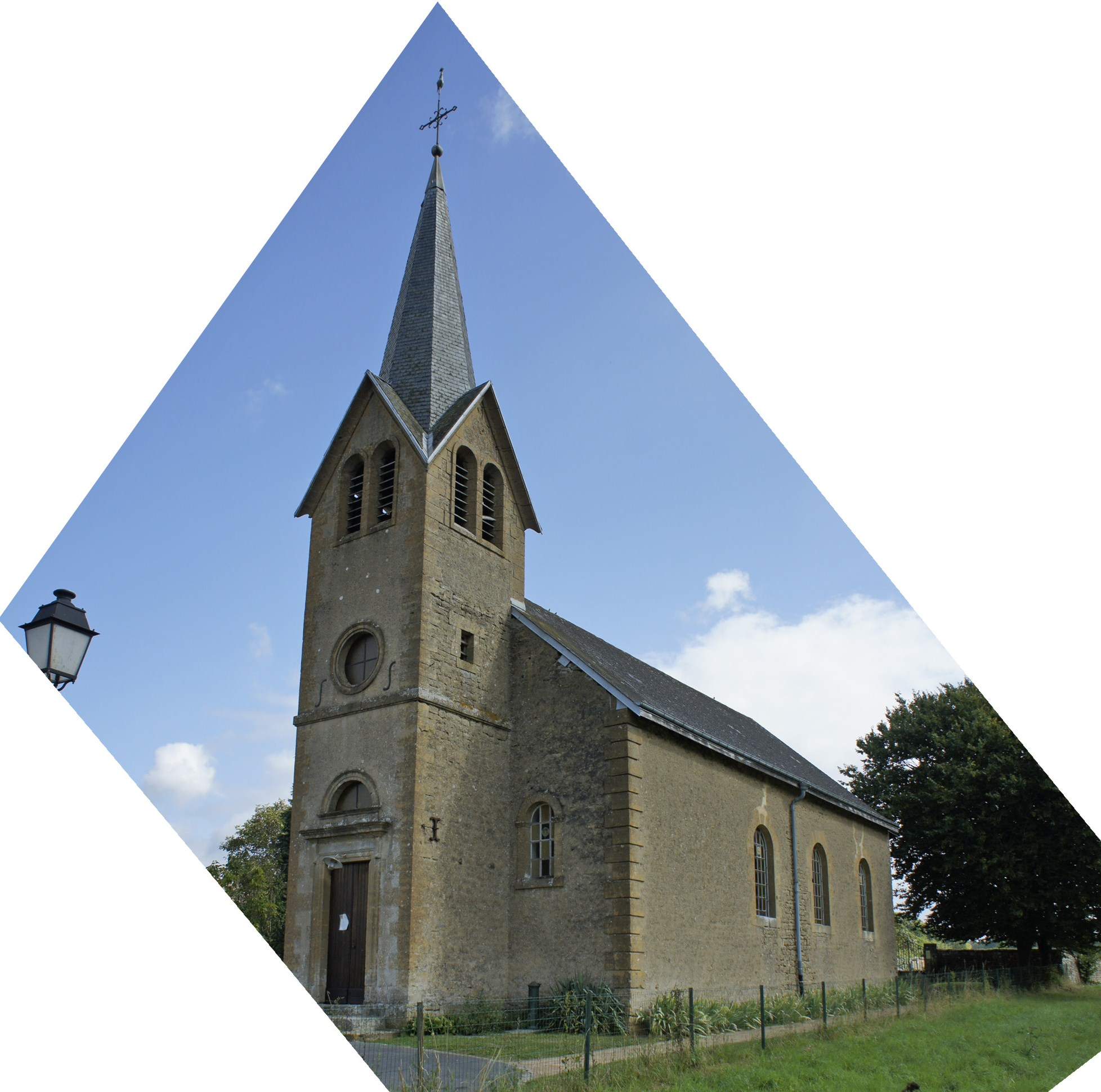
L'église.
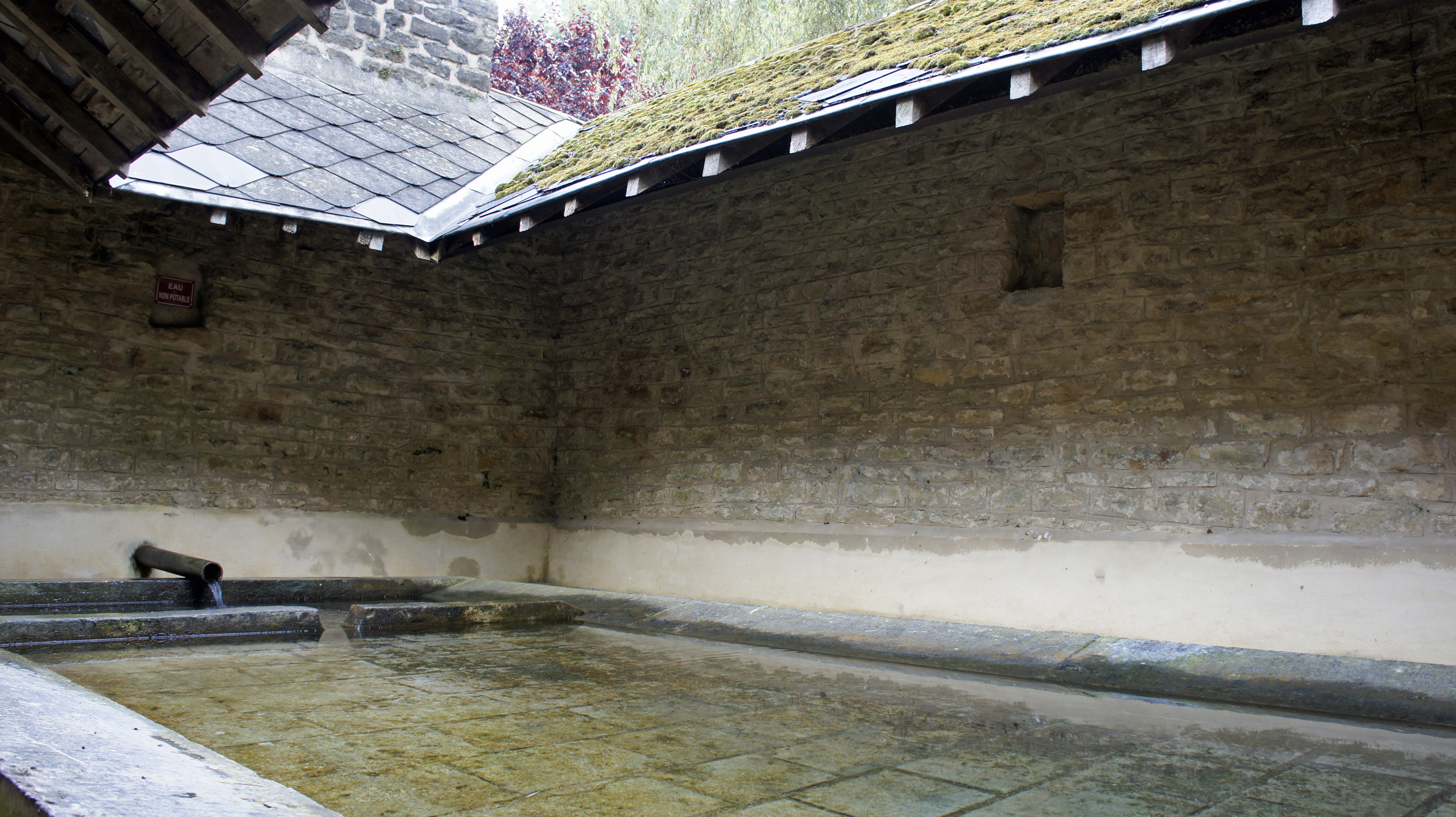
Le lavoir.
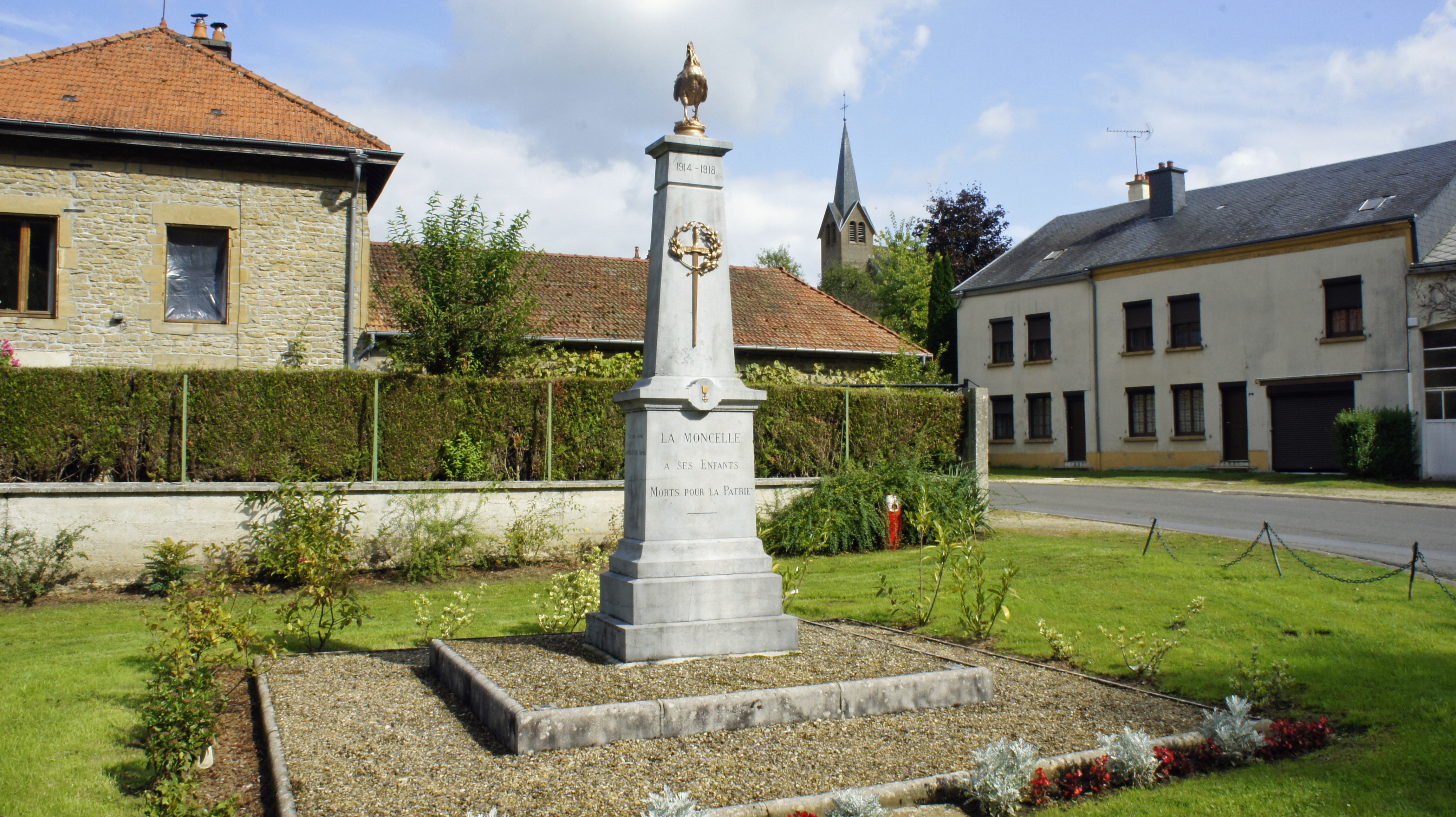
Monument aux morts.

### Personnalités liées à la commune
Pierre Déom (1949-), instituteur à La Moncelle, il y crée le journal de La Hulotte.

### Héraldique
| Blason de La Moncelle | Blason  | De gueules au coupeau cousu de sinople, chargé d'une hure de sanglier d'argent, accompagnée en chef à dextre d'un fer de pelle et à senestre d'une roue de moulin du même, au chef cousu d'azur chargé d'une fasce ondée d'argent. |
| Blason de La Moncelle | Détails | Le statut officiel du blason reste à déterminer. |